# Adolf May

Links frühes und in der Mitte endgültiges Logo von Adolf May, rechts Logo der Kunstanstalten AG vorm. Adolf May und Müller und Lohse

Die lithografische Anstalt Adolf May war ein Dresdner Unternehmen, das populäre Druckgrafik herstellte.
Die Firma wurde 1878 vom Kaufmann Friedrich Adolf May als lithografische Anstalt und Steindruckerei gegründet. Da der Inhaber Carl Spick ein überzeugter Katholik war, legte er das Gewicht auf Wandschmuck sowie billige Heiligenbilder für die katholische Bevölkerung. 1882 übernahm Friedrich Adolf May das Geschäft. Im Dreikaiserjahr 1888 kamen Fürstenbilder und später Landschafts- und Genreszenen zur Produktion hinzu.
1888 wurde Adolf May jun. (Ferdinand Adolf May) Mitarbeiter und 1895 Mitinhaber. In diese Zeit fällt der Aufstieg der Firma zum tatsächlichen Massenfabrikanten. Nachdem das Werk 1896/97 in einen Fabrikneubau in der Glashütter Straße 98 umsiedelte, erschloss es sich eine Vorreiterrolle in Mitteleuropa. Als erster brachte Adolf May um 1900 großformatige Chromolithografien auf den Markt. Als Adolf May sen. 1908 verstarb, wurde sein Sohn Alleininhaber.
1911 fusionierte das Unternehmen mit der Kunstdruck- und Verlagsanstalt-AG Müller & Lohse zur Kunstanstalten Aktiengesellschaft vorm. Adolf May und Müller und Lohse. Aus einer weiteren Fusion 1914 mit dem konkurrierenden Frankfurter Unternehmen E. G. May Söhne ging die Kunstanstalten May AG (KAMAG) hervor.